# Stefanie Fleckenstein
Stefanie Fleckenstein (* 6. September 1997 in West Vancouver, British Columbia) ist eine kanadische Skirennläuferin. Sie ist auf die Disziplinen Abfahrt und Super-G spezialisiert.

## Biografie
Stefanie Fleckenstein wurde 1997 in West Vancouver geboren und startet für den Whistler Mountain Ski Club. Ihr Heimatskigebiet ist Whistler-Blackcomb.
Nach einer erfolgreichen Saison auf FIS-Ebene stieg Fleckenstein zur Saison 2014/15 in den Nor-Am Cup ein, wo sie zunächst in allen Disziplinen außer der Abfahrt an den Start ging. Ihre zweite Saison verlief mit mehreren Topergebnissen, darunter ein dritter Platz, sehr erfolgreich. Im März/April 2016 gewann sie nacheinander sieben von acht FIS-Rennen in ihrem Heimatort Whistler. Zu Beginn der dritten Nor-Am-Saison feierte sie bei ihrem ersten Abfahrtsstart in Lake Louise gleich einen Sieg und beschloss den Winter 2016/17 als Vierte der Gesamtwertung sowie Zweite im Abfahrtsklassement. Bei den Juniorenweltmeisterschaften in Åre klassierte sie sich in allen Disziplinen, blieb jedoch in Abfahrt und Super-G hinter ihren Erwartungen zurück. Im Mannschaftsbewerb eroberte mit ihren Teamkollegen die erste kanadische Goldmedaille in dieser Disziplin.
Am 2. Dezember 2016 gab Fleckenstein in der Abfahrt von Lake Louise ihr Weltcup-Debüt. Nach zwei weiteren Starts wurde sie nur wenige Tage später am selben Ort erstmals kanadischen Meisterin in der Abfahrt.

## Erfolge

### Weltcup
- 1 Platzierung unter den besten 20

### Weltcupwertungen
| Saison  | Gesamt | Gesamt | Abfahrt | Abfahrt |
| Saison  | Platz  | Punkte | Platz   | Punkte  |
| ------- | ------ | ------ | ------- | ------- |
| 2022/23 | 94.    | 20     | 36.     | 20      |
| 2023/24 | 118.   | 7      | 44.     | 7       |

### Nor-Am Cup
- Saison 2015/16: 10. Gesamtwertung, 3. Kombinationswertung, 5. Super-G-Wertung, 6. Slalomwertung
- Saison 2016/17: 4. Gesamtwertung, 2. Abfahrtswertung, 4. Super-G-Wertung, 5. Kombinationswertung
- Saison 2017/18: 4. Gesamtwertung, 2. Abfahrtswertung, 4. Kombinationswertung, 5. Super-G-Wertung, 10. Slalomwertung
- Saison 2019/20: 3. Gesamtwertung, 3. Abfahrtswertung, 4. Kombinationswertung, 5. Super-G-Wertung, 10. Riesenslalomwertung, 10. Slalomwertung
- Saison 2021/22: 2. Gesamtwertung, 1. Abfahrtswertung, 2. Super-G-Wertung, 4. Kombinationswertung, 8. Riesenslalomwertung
- 24 Podestplätze, davon 3 Siege:

| Datum            | Ort         | Land   | Disziplin |
| ---------------- | ----------- | ------ | --------- |
| 7. Dezember 2016 | Lake Louise | Kanada | Abfahrt   |
| 8. Dezember 2021 | Lake Louise | Kanada | Abfahrt   |
| 9. Dezember 2021 | Lake Louise | Kanada | Abfahrt   |

### Juniorenweltmeisterschaften
- Sotschi 2016: 20. Abfahrt
- Åre 2017: 1. Mannschaftsbewerb, 14. Kombination, 22. Slalom, 30. Abfahrt, 31. Super-G, 40. Riesenslalom

### Weitere Erfolge
- Kanadische Meisterin in der Abfahrt 2017
- 1 Podestplatz im Europacup
- 26 Siege in FIS-Rennen